# Stare Kurowo
Stare Kurowo [pronunciación en polaco: /ˈstarɛ kuˈrɔvɔ/] es un pueblo en el Distrito de Strzelce-Drezdenko, Voivodato de Lubusz, en el oeste de Polonia. Es la sede de la gmina (distrito administrativo) Gmina Stare Kurowo. Se encuentra aproximadamente 9 kilómetros al este de Strzelce Krajeńskie y 30 kilómetros al noreste de Gorzów Wielkopolski.
El pueblo tiene una población de 2,100 habitantes.